# Gerhard Engel

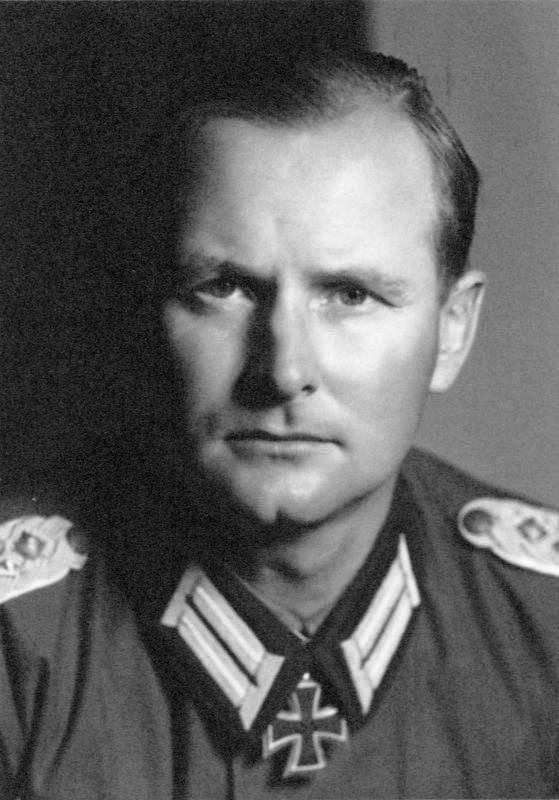
Gerhard Engel

Gerhard Michael Engel (Guban, Alemania; 13 de abril de 1906 - Múnich, Baviera; 9 de diciembre de 1976) fue un mayor general de la Wehrmacht, ayudante de Adolf Hitler y depositario de la Cruz de Caballero de la Cruz de Hierro por su valor en el frente de batalla.

## Biografía
Gerhard Michael Engel nació en Guban, Brandeburgo en 1906, ingresó al Reichswerh el 5 de octubre de 1925 en el 5° Regimiento de Infantería como fusilero, en 1930 alcanzó el grado de teniente.
En marzo de 1939 fue asignado al curso de jefes de compañías en Döberitz  hasta enero de 1939 siendo ascendido a capitán. En 1938 además, fue designado ayudante de Hitler para la Marina cuando se desempeñaba como canciller y sucedido por Karl-Jesko von Puttkamer a partir de febrero de 1944.
Engel solicitó su envío al frente y asignado como comandante del Regimiento n°27 de fusileros hasta julio de 1944 en el grupo de Ejércitos Norte durante el Sitio de Leningrado, posteriormente fue asignado como comandante del Regimiento de Granaderos n°109 por un breve periodo. 
Fue comandante de la 12°División de Infantería Volksgranadier alcanzando la Cruz de Hierro de Primera Clase desde noviembre de 1944 hasta abril de 1945.
Fue nombrado Comandante de la División Ulrich von Hutten desde abril hasta mayo de 1945.
Combatió destacadamente en la Operación Bagration, en la Batalla de Minsk en suelo soviético, y en la Batalla del Bulge. Fue galardonado con la Cruz de Caballero de la Cruz de Hierro,  el 4 de julio de 1944 por su valor en el frente. 
Fue capturado por los americanos en mayo de 1945 y retenido en cautividad hasta 1947, mientras estuvo cautivo escribió un diario sobre sus vivencias con Hitler llamado En el corazón del Reich-Diario secreto de un ayudante militar de Hitler.
Gerhard Engel falleció en 1976, en Múnich a la edad de 70 años.